# 合肥龙岗综合经济开发区
合肥龙岗综合经济开发区是位于中华人民共和国安徽省合肥市瑶海区的一个类似乡级单位。

## 行政区划
下辖以下地区：
新站社区、马岗社区、罗岗社区、史城社区、王岗社区、大店社区、油坊社区和大彭社区。